# John Twomey (atleta paralimpico)
John Twomey (Ballinhassig, 7 luglio 1955) è un ex atleta paralimpico, velista e tennistavolista irlandese.
Ha rappresentato l'Irlanda in 11 edizioni dei Giochi paralimpici consecutive vincendo medaglie in tre di esse, nel tennistavolo e nel lancio del disco.

## Biografia
Nato a Ballinhassig, presso Cork, Twomey è stato un lanciatore di livello locale e un ciclista agonistico fino a quando non si è infortunato in una competizione ciclistica nel marzo 1970 a soli 14 anni. Si è rotto la schiena e da allora ha usato una sedia a rotelle.
Twomey è diventato un atleta di atletica leggera rappresentando l'Irlanda dal 1976 al 1996 alle Paralimpiadi nella specialità del lancio del disco. Ha vinto sia la medaglia d'oro che quella di bronzo nel disco e la medaglia d'argento nel tennistavolo. Quando si è ritirato dall'atletica, ha iniziato a praticare un altro sport, la vela, a livello olimpico. Nel 1996 la vela fu un evento dimostrativo alle Paralimpiadi e nel 2000 Twomey si qualificò per rappresentare l'Irlanda nel Sonar.
È stato il timoniere del Mixed Three Person Sonar, una barca a chiglia a due vele di 23 piedi ai Giochi di Sydney del 2000, ai Giochi di Atene del 2004, ai Giochi di Londra del 2012 e ai Giochi di Rio 2016 e al Mixed Two Person SKUD18 dei Giochi di Pechino 2008.
Ai Campionati del Mondo ISAF 2013 a Weymouth, ha collaborato con Ian Costelloe e Austin O'Carroll per vincere la medaglia di bronzo nella Classe Sonar. Sono arrivati sesti all'evento di Miami.
Twomey è stato eletto Presidente della International Association for Disabled Sailing nel 2012. È stato responsabile nell'aiutare l'IFDS in tre grandi sfide che si sono verificate in seguito, tra cui un caso giudiziario relativo alle Paralimpiadi del 2012, la fusione dell'IFDS e dell'ISAF, nonché la perdita della vela come sport paralimpico nelle Paralimpiadi del 2020.
Twomey ha guidato la squadra irlandese durante la cerimonia di apertura come portabandiera nazionale dei Giochi di Rio 2016.